# 博阿维亚任 (累西腓)

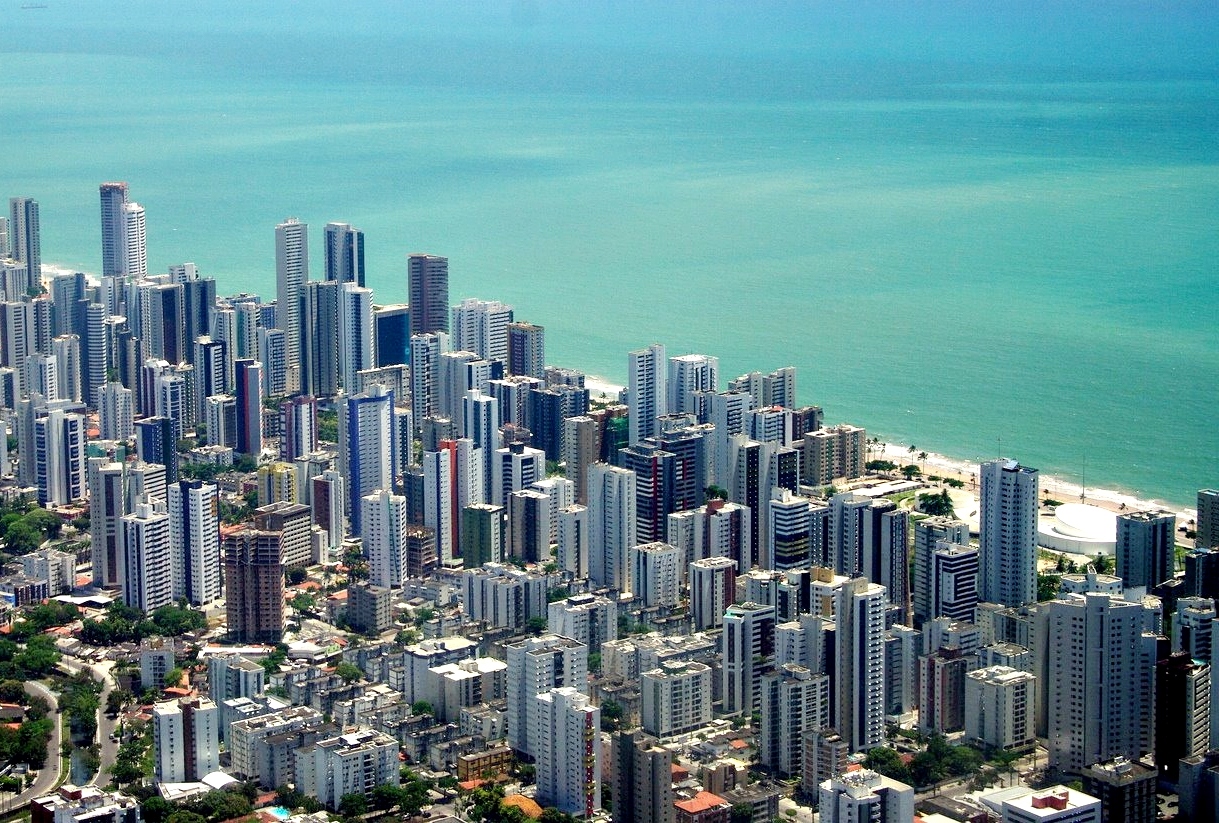
俯瞰博阿维亚任

博阿维亚任（Boa Viagem）是巴西伯南布哥州累西腓的一个社区，位于该市的南部。博阿维亚任海滩是巴西东北部游客最多的海滩之一。
在绵延8公里的宽阔沙滩上，定期聚集数千人。但是，自从1990年代建造苏阿佩港以来，海滩一直受到虎鲨袭击的困扰。 博阿维亚任是巴西最长的城市化海滨地带，其沿海礁石使海浪平静下来，水温保持在25 °C（77 °F）。邻近的海滩有累西腓的皮纳（Pina），以及熱博阿陶的皮耶达德（Piedade）。
这个中上阶层的区域，是累西腓社会生活的中心。它拥有巴西乃至南美洲最大的购物中心之一—累西腓购物中心 拥有 465 家商店和近2,000,000平方英尺（190,000平方）的面积。博阿维亚任还拥有高端购物中心里约马购物 中心（RioMar_Shopping），位于卡皮巴里贝河（Capibaribe）河畔。累西腓最好的酒店大多在博阿维亚任，许多户外咖啡馆、餐厅和热闹的夜总会也都在这里。每天晚上，博阿维亚任海滩都亮起灯，让沐浴者在晚上游泳，吸引了许多年轻人。从12月到3月的夏季，酒店都会客满。
博阿维亚任社区是累西腓人口最多的社区，有100388名居民。它的人类发展指数在2000年高达0.964，等于或大于斯堪的纳维亚国家、日本和加拿大。
该社区靠近累西腓/瓜拉拉皮斯-吉尔贝托·弗雷雷国际机场。